# Volley De Haan
Volley De Haan  - żeński klub piłki siatkowej z Belgii. Swoją siedzibę ma w De Haan. Został założony w 1968.